# Собко, Сергей Васильевич
Серге́й Васи́льевич Собко́ (род. 12 июня 1949, Ленинабад, Таджикская ССР, СССР) — российский политический деятель, депутат ГД РФ IV, V и VI созывов, член фракции КПРФ.

## Биография
Родился 12 июня 1949 года в Ленинабаде (ныне Худжанд в Таджикистане). В 1977 году окончил Московский институт радиотехники, электроники и автоматики.
В 1969 году избран заведующим отделом райкома ВЛКСМ Гагаринского района Москвы.
Работал в ЦНИИ «Электроника» инженером и старшим инженером, позднее работал главным методистом в павильоне «Космос» ВДНХ. В 1980 году работал инженером, заместителем директора по науке Центрального института экономики и информации цветной металлургии.
В 1989 году создал предприятие «Центр по товарам и услугам», занимавшееся выпуском товаров народного потребления. В 1991 году избран председателем совета директоров Егорьевского завода технологической оснастки. В том же году выступил основателем предприятия «Собко и Компания».
В декабре 2003 года избран депутатом Государственной думы четвёртого созыва по Орехово-Зуевскому избирательному округу № 112 Московской области. Собко получил 27,58 % голосов, опередив своего соперника от «Единой России», главу компании «Феррейн» Владимира Брынцалова с 26,93 %. Разница составила несколько сотен голосов избирателей. После выборов Брынцалов пытался оспорить поражение в суде. 5 июня 2005 года судья Павлово-Посадского городского суда отменил результаты выборов на 8 избирательных участках на основе доказательств от адвокатов Брынцалова. Собко подал кассационную жалобу в Московский областной суд. 27 июня суд отменил решение нижестоящей инстанции, подтвердив победу Собко. Доказательства Брынцалова были названы фальсифицированными. По словам Собко, неизвестные проникли в помещение, где хранились использованные избирательные бюллетени, и испортили несколько сотен экземпляров, в которых стояла галочка за Собко.
В Госдуме вошёл во фракцию КПРФ, не являясь членом партии. Был заместителем председателя комитета по промышленности, строительству и наукоёмким технологиям. Был членом комиссии по рассмотрению расходов федерального бюджета, направленных на обеспечение обороны и государственной безопасности РФ, членом комиссии по техническому регулированию.
В 2005 году Собко подписал «письмо пятисот» — обращение в Генеральную прокуратуру с требованием проверки еврейских организаций и в случае нарушения ими закона об экстремистской деятельности возбуждения дела об их запрете. Обращение вызвало широкий общественный резонанс с критикой в адрес подписавших. Сам Собко заявил, что он не призывал запрещать какие-либо еврейские организации, а считает недопустимым издание текстов «Кицур Шульхан Арух» в качестве учебного пособия, где содержатся такие указания как «еврейке не помогать не еврейке по национальности в родах».
В 2007 году избран депутатом Государственной думы пятого созыва по избирательному списку КПРФ. Вошёл в состав фракции КПРФ. С 2010 года является Председателем Комитета по промышленности Государственной Думы РФ. Член комиссии по рассмотрению расходов федерального бюджета, направленных на обеспечение обороны и государственной безопасности РФ.
Работает в экспертной группе фракции КПРФ по экономическим вопросам и промышленной политике. Входит в состав межфракционной депутатской группы «Подмосковье». Член Общественной палаты при губернаторе Московской области Б. В. Громове.
Участвует в работе межфракционной депутатской группы по связям с парламентами стран Латинской Америки. Депутат Парламентской ассамблеи Совета Европы (ПАСЕ) от фракции КПРФ. Заместитель председателя группы «Объединённые левые», в которую входят представители социалистических и коммунистических партий Европы.
Кандидат педагогических наук (тема диссертации — «Реализация педагогических компонентов управления как условие совершенствования деятельности организации»).
На выборах в Государственную думу Федерального Собрания РФ VII созыва баллотировался по 123 Орехово-Зуевскому одномандатному избирательному округу от партии «Справедливая Россия» и занял 3-е место.

## Бизнес
Корпорация «Собко и Компания», основанная в 1991 году, имела диверсифицированную структуру бизнеса, объединяя 11 предприятий (производство запчастей для железнодорожного транспорта и сельхозтехники, производство технологической оснастки и специального оборудования, производство продуктов питания из отечественной сои (в настоящее время закрыто), производство пластиковой упаковки для пищевой промышленности и торговли (также свёрнуто), импорт и дистрибуция косметики и средств гигиены, медицинский Центр восстановления и коррекции зрения). По данным еженедельника SmartMoney, в 2006 году корпорация имела годовой оборот в 500 млн рублей. Металлообрабатывающий завод «ТЕХОС» в подмосковном Егорьевске в далёком 2004 году заработал 3,4 млн руб. прибыли. Как писал еженедельник, десятую долю прибыли корпорация «Собко и Ко» перечислял в пользу КПРФ. На деньги Собко проходил ежегодный приём в пионеры на Красной площади. По словам бывшего главы информационно-технологического центра ЦК КПРФ Ильи Пономарёва, находящегося в международном розыске, «Собко очень помогает московскому обкому КПРФ — и деньгами, и другими ресурсами: людьми, помещениями, оргтехникой». Заместитель председателя ЦК КПРФ Иван Мельников отнёс Собко к числу основных помощников партии. В настоящее время сайт корпорации «Собко и Компания» www.sobko.ru пустует, что свидетельствует о сворачивании бизнеса.

## Награды
- Почётная грамота Президента Российской Федерации (11 апреля 2014 года) — за достигнутые трудовые успехи, значительный вклад в социально-экономическое развитие Российской Федерации, заслуги в гуманитарной сфере, укреплении законности и правопорядка, активную законотворческую и общественную деятельность, многолетнюю добросовестную работу[9]
- Благодарность Правительства Российской Федерации (30 января 2016 года) — за заслуги в законотворческой деятельности и многолетний добросовестный труд[10]

## Религиозные взгляды
Председатель общественной организации «Российское христианское социальное движение», основанной в 1996 году.
По словам Собко, в Центре восстановления и коррекции зрения, входящего в «Собко и Ко», прошло курс лечения более 70 тысяч детей. Центр не приносит прибыли, так как детей из Москвы и Подмосковья там лечат бесплатно. Как сказал Собко, «я стремлюсь следовать по пути Учителя» (имея в виду Иисуса Христа), «я решил, раз живу здесь и с Москвой и Московской областью связан, свой посильный вклад внести».
Награждён орденами Святого Благоверного князя Даниила Московского II и III степени, орденом святого Владимира — за восстановление храмов.